# Hermann Pohle (Zoologe)
Hermann Pohle (* 28. September 1892 in Berlin; †  6. Mai 1982 in Mering) war ein deutscher Zoologe mit dem Spezialgebiet der Mammalogie (Säugetierkunde).

## Leben und Wirken
Pohle studierte Biologie, Chemie und Physik. Schon während des Studiums arbeitete er ehrenamtlich im Zoologischen Museum im Museum für Naturkunde der Berliner Universität. Während des Ersten Weltkrieges arbeitete er an verschiedenen Schulen als Kriegs-Hilfslehrer. 1920 promovierte er mit einer Arbeit zur Stammesgeschichte der Otter.
Darauf hatte er verschiedene Stellungen im Berliner Naturkundemuseum inne und wurde ab 1926 Leiter der dortigen Säugetier-Abteilung. Er gründete gemeinsam mit Max Hilzheimer, Ludwig Heck und Kurt Ohnesorge 1926 die Deutsche Gesellschaft für Säugetierkunde. Er war gleichzeitig Schriftführer der Internationalen Gesellschaft zur Erhaltung des Wisents. In dieser Seite hielt er engen Kontakt zu international bekannten Experten der Zoologie wie Erna Mohr, Erwin Stresemann, Oscar Neumann und dem Sammler und Fabrikanten Julius Riemer (dessen Nachruf er 1958 verfasste).
Aufgrund systemkritischer Äußerungen nach der Machtübernahme der Nationalsozialisten wurde er von einem Kollegen denunziert und  infolgedessen behördlicherseits dazu aufgefordert, die „arische“ Abstammung seiner Familie zu beweisen. Dies gelang ihm nicht im Falle seiner Mutter und deren Vater, auch war Pohles leiblicher Vater unbekannt (Pohle wurde unehelich geboren). Daher wurde er 1933 ohne Abfindung und Pensionsansprüche aus dem Museums-Dienst entlassen. Durch die Unterstützung bekannter Wissenschaftler (u. a. durch den später von den Nationalsozialisten ermordeten Walter Arndt) konnte er 1937 seinen Dienst im Museum wieder aufnehmen, stand aber unter besonderer Beobachtung. 1951 wurde Pohle verhaftet, weil er Bücher aus der DDR nach West-Berlin überführt hatte. Nach seiner Entlassung aus dem Gefängnis siedelte er nach West-Berlin über, wo er als Studienrat arbeitete.
1965 bis 1967 und 1971 bis 1973 war er Vorsitzender der Berliner Gesellschaft für Anthropologie, Ethnologie und Urgeschichte. 1972 erhielt er das Bundesverdienstkreuz erster Klasse.
1981 zog er nach Süddeutschland, wo er 1982 verstarb.
Pohles Hand entstammen zahlreiche Fachpublikationen, insbesondere im Bereich der Mammalogie. Er gab über viele Jahre die Zeitschrift für Säugetierkunde heraus. Seit 1924 war Pohle Mitglied im Jagdcorps Masovia zu Berlin.

## Schriften (Auswahl)
- Archiv für Naturgeschichte. Hrsg.: Embrik Strand. 85. Jahrgang, Abteilung A (Original-Arbeiten), Heft 9. Nicolai, Berlin 1919, S. 1–246 (archive.org).
- 13.) Wilhelm Leche’s Schriften. In: Zeitschrift für Säugetierkunde. Band 2. Berlin 1927, S. 149–155 (archive.org).
- Max Hilzheimer † (1877–1947). In: Zeitschrift für Säugetierkunde. Band 19, Heft 2. Die Gesellschaft, Berlin 31. Juli 1954, S. 66–81 (Textarchiv – Internet Archive – Gedenkrede gehalten am 1. Oktober 1951).